# 陳昺虞
陳昺虞（16世紀—17世紀），字鉉聞，湖廣德安府應城縣人，明朝、南明政治人物。

## 生平
天啟七年（1627年）舉人，崇禎元年（1628年）成進士，獲授江西安福知縣，調廣西道御史，審訊宋之普埋屍案時從寬處理，改浙江副使。
弘光年間他入朝擔任光祿寺卿、太僕寺少卿，監督京營。清召用不出仕，八十歲時去世。